# Președinte
Președintele statului, numit simplu președinte, este denumirea pentru șeful statului într-o republică. Termenul poate fi folosit și în unități administrative cu un anumit grad de autonomie sau autoguvernare.
În democrații, statutul și atribuțiile președintelui sunt stabilite printr-o constituție scrisă și sunt definite în raport cu sistemul de separare a puterilor în stat sau cu mecanismele de control democratic. Cu toate acestea, termenul este folosit și în regimuri autoritare, unde președintele poate deține puterea absolută, în ciuda aparențelor instituționale.

## Democrația semiprezidențială
În acest tip de sistem, președintele și parlamentul concurează pentru putere. Puterea executivă este împărțită între un președinte ales direct și un prim-ministru numit, susținut de parlament. Președintele are atribuții extinse, mai ales în politica externă și în domeniul securității.
Dacă însă parlamentul este dominat de o majoritate opusă președintelui, apare fenomenul de coabitare, în care președintele este nevoit să colaboreze cu un prim-ministru dintr-un partid diferit, ceea ce limitează influența sa directă asupra politicii internă.

## Democrație parlamentară
În democrațiile parlamentare, președintele are un rol preponderent ceremonial. Alegerea sa poate fi făcută fie de parlament, fie prin vot direct, dar funcția sa se rezumă la reprezentarea statului, promulgarea legilor și desemnarea simbolică a premierului (în funcție de majoritatea parlamentară). Conducerea efectivă a guvernului revine unui șef de guvern (prim-ministru, cancelar, președinte al guvernului) care este susținut de încrederea parlamentului.

## Democrație prezidențială
În sistemele prezidențiale, președintele este atât șeful statului, cât și al guvernului, concentrând astfel puterea executivă într-o singură persoană. Este ales prin vot direct, ceea ce îi conferă o legitimitate democratică puternică. Un exemplu notabil este SUA, unde președintele este ales indirect prin sistemul colegiului electoral.
În democrația prezidențială, președintele combină funcțiile de șef de stat și șef de guvern și deține cele mai multe atribuții. Acesta este ales de regulă direct de popor, ceea ce îi conferă o poziție legitimă. Cel mai cunoscut sistem guvernamental prezidențial este SUA (unde președintele este ales indirect, prin intermediul electorilor).

## Elveția
În Elveția, funcția de șef al statului este exercitată colectiv de Consiliul Federal, format din șapte membri aleși de parlament. Președintele federal este considerat primus inter pares (primul între egali). El este ales anual dintre membrii consiliului și are un rol reprezentativ, fără puteri executive suplimentare. 